# Cooper's Large
Cooper's Large es una variedad cultivar de ciruelo (Prunus domestica), de las denominadas ciruelas europeas.
Una variedad de ciruela criada por Joseph Cooper del condado de Gloucester, Nueva Jersey, Estados Unidos. Descrito por primera vez en 1806. Introducido en el Reino Unido c.1820. Recibido originalmente por National Fruit Trials en Wisley como 'Lady Lucy'.
Las frutas tienen un tamaño grande, color de piel púrpura rojo, cubierto de pruina de mediano espesor, punteado numeroso, pequeños, rojizos claros, conspicuos, y pulpa de color amarillo dorado, ligeramente jugosa, textura firme pero tierna, y sabor dulce ligeramente intenso.

## Sinonimia
- "Coopers Plum",
- "Lady Lucy",
- "La Delicieuse",
- "Cooper's Large Red American",
- "Red Magnum Bonum",
- "Violet Perdrigon",
- "Cooper's Grosse Rothe Zwetsche".[3]

## Historia
'Cooper's Large' variedad de ciruela criada por Joseph Cooper del condado de Gloucester, Nueva Jersey, Estados Unidos. Descrita por primera vez en 1806. Introducido en el Reino Unido aproximadamente en 1820.
La variedad 'Cooper's Large' está descrita por : 1. McMahon Am. Gard. Cal. 587. 1806. 2. Coxe Cult. Fr. Trees 236. 1817. 3. Prince Pom. Man. 2:97. 1832. 4. Downing Fr. Trees Am. 291. 1845. 5. Floy-Lindley Guide Orch. Gard. 288, 302, 383. 1846. 6. Mag. Hort. 14:152. 1848. 7. Elliott Fr. Book 417. 1854. 8. Hogg Fruit Man. 691. 1884. 9. Guide Prat. 160, 357. 1895.
'Cooper's Large' está cultivada en diversos bancos de germoplasma de cultivos vivos, tales como en National Fruit Collection (Colección Nacional de Fruta) de Reino Unido con el número de accesión: 1923-091 y Nombre Accesión : Cooper's Large.  El espécimen fue recibido en el «National Fruit Trials» (Probatorio Nacional de Frutas) en Wisley, para evaluar sus características como «'Lady Lucy'».

## Características
'Cooper's Large' árbol de porte extenso, moderadamente vigoroso, erguido. Flor blanca, que tiene un tiempo de floración que comienza a partir del 16 de abril con el 10% de floración, para el 20 de abril tiene una floración completa (80%), y para el 30 de abril tiene un 90% de caída de pétalos.
'Cooper's Large' tiene una talla de tamaño grande de forma ovaladas oblongas, cavidad poco profunda, estrecha, abrupta, sutura superficial, una línea distinta; ápice redondeado o ligeramente puntiagudo, con peso promedio de 42.00 g; epidermis tiene una piel delgada, tierna, que se separa fácilmente, siendo el color de la piel púrpura rojo, cubierto de pruina de mediano espesor, punteado numeroso, pequeños, rojizos claros, conspicuos; pedúnculo glabro, con una longitud promedio de 13.97 mm, pubescente, bien adherido al fruto con la cavidad del pedúnculo estrecha y apenas pronunciada; pulpa de color amarillo dorado, ligeramente jugosa, textura firme pero tierna, y sabor dulce ligeramente intenso.
Hueso libre, irregular y ampliamente ovada, aplanada, áspera, ligeramente comprimida y con cuello en la base, roma o aguda en el ápice, sutura ventral estrecha, alada, fuertemente surcada, sutura dorsal aguda o levemente surcada.
Su tiempo de recogida de cosecha es tardío, se inicia en su maduración de principios a mediados de septiembre.

## Progenie
'Cooper's Large' ha dado origen a la nueva variedad de ciruela 'Autumn Compote', cuyo origen es una plántula de polinización libre, cultivada por Thomas Rivers, en Sawbridgeworth, Inglaterra (Reino Unido), alrededor de 1840.

## Usos
Se usa comúnmente como postre fresco de mesa buena ciruela de postre de fines de verano.
Esta ciruela es bien conocida en Inglaterra, pero apenas se cultiva en América, aunque tiene mucho en el carácter de su fruto por lo menos para recomendarla. Las ciruelas tienen una apariencia atractiva y, aunque no tienen el mejor sabor, están muy por encima del promedio en las cualidades que las hacen una buena fruta de postre, mientras que para fines culinarios se encuentra entre las mejores.